# Liste der Nummer-eins-Hits in Deutschland (1975)
Diese Liste enthält alle Nummer-eins-Hits in Deutschland im Jahr 1975. Es gab in diesem Jahr elf Nummer-eins-Singles und zehn Nummer-eins-Alben.
| Singles | Alben |
| --- | --- |
| - Michael Holm – Tränen lügen nicht - 4 Wochen (30. Dezember 1974 – 26. Januar 1975, insgesamt 5 Wochen) - Bachman-Turner Overdrive – You Ain’t Seen Nothing Yet - 1 Woche (27. Januar – 2. Februar) - Michael Holm – Tränen lügen nicht - 1 Woche (3. Februar – 9. Februar, insgesamt 5 Wochen) - Udo Jürgens – Griechischer Wein - 3 Wochen (10. Februar – 2. März, insgesamt 8 Wochen) - Billy Swan – I Can Help - 1 Woche (3. März – 9. März) - Udo Jürgens – Griechischer Wein - 5 Wochen (10. März – 13. April, insgesamt 8 Wochen) - The Sweet – Fox on the Run - 1 Woche (14. April – 20. April, insgesamt 6 Wochen) - Shirley & Company – Shame, Shame, Shame - 3 Wochen (21. April – 11. Mai) - The Sweet – Fox on the Run - 5 Wochen (12. Mai – 15. Juni, insgesamt 6 Wochen) - George Baker Selection – Paloma Blanca - 13 Wochen (16. Juni – 14. September) - ABBA – SOS - 7 Wochen (15. September – 2. November) - Penny McLean – Lady Bump - 5 Wochen (3. November – 7. Dezember, insgesamt 8 Wochen; → 1976) - 5000 Volts – I’m on Fire - 1 Woche (8. Dezember – 14. Dezember) - Penny McLean – Lady Bump - 2 Wochen (15. Dezember – 28. Dezember, insgesamt 8 Wochen) - Jean-Claude Borelly – Dolannes-Melodie - 3 Wochen (29. Dezember 1975 – 18. Januar 1976, insgesamt 4 Wochen; → 1976) | - Verschiedene Interpreten (K-tel) – Music Power - 2 Monate (15. November 1974 – 14. Januar 1975) - Verschiedene Interpreten (Ariola) – Super 20 - 1 Monat (15. Januar – 14. Februar) - Neil Diamond – Serenade - 1 Monat (15. Februar – 14. März) - Verschiedene Interpreten (K-tel) – Dynamite - 1 Monat (15. März – 14. April) - Verschiedene Interpreten (Arcade) – Black Music - 1 Monat (15. April – 14. Mai) - Verschiedene Interpreten (K-tel) – British Greats - 1 Monat (15. Mai – 14. Juni) - Verschiedene Interpreten (K-tel) – Power Hits - 2 Monate (15. Juni – 14. August) - George Baker Selection – Paloma Blanca - 1 Monat (15. August – 14. September) - Mike Krüger – Mein Gott, Walther - 2 Monate (15. September – 14. November) - Verschiedene Interpreten (K-tel) – Pop Explosion - 1 Monat (15. November – 14. Dezember) - Verschiedene Interpreten (Ariola) – Super 20 – Super Neu - 2 Monate (15. Dezember 1975 – 14. Februar 1976) |